# 静岡県立沼津聴覚特別支援学校
静岡県立沼津聴覚特別支援学校（しずおかけんりつ ぬまづちょうかくとくべつしえんがっこう）は、静岡県沼津市泉町にある県立聴覚障害特別支援学校。2008年4月に「静岡県立沼津聾学校」から学校名を変更。

## 所在地
- 〒410-0045 静岡県沼津市泉町4番1号

沼津駅より徒歩15分。

## 設置学部
- 乳幼児教室
  - 0歳児 - 月1回の個別支援
  - 1歳児 - 週1回の個別支援と隔週1回のグループ支援
  - 2歳児 - 週1回の個別支援とグループ支援[1]
- 幼稚部（主に3歳から5歳まで）
- 小学部
- 中学部
- 高等部
- 通級指導教室
  - 隔週1回、本校または松崎教室（松崎町役場内）、中伊豆教室（中伊豆市役所内）で実施されている[2]。

## 雄峰寮
雄峰寮（寄宿舎）では、地域との交流を目的とした「雄峰祭」を本校寄宿舎と沼津市泉町の合同で開催している。また、環境美化活動の一環として、月に1回、学校周辺の清掃活動を実施している。
この清掃活動は1980年（昭和55年）から継続されており、その長年の取り組みが評価され、第63回県環境衛生大会において環境規範団体として県から表彰された。